# Shengavit
Shengavit ( in armeno Շենգավիթ ), è un distretto di Erevan, la capitale dell'Armenia, con 147.300 abitanti (dato 2011) situato nella parte sud occidentale della città.